# Jayson Tatum
Jayson Christopher Tatum (St. Louis, 3 maart 1998) is een Amerikaans profbasketbalspeler die speelt voor de Boston Celtics in de NBA.

## Carrière
Tatum speelde collegebasketbal voor de Duke Blue Devils van 2016 tot 2017. Hij stelde zich in 2017 kandidaat voor de NBA draft en werd gekozen in de eerste ronde door de Boston Celtics. Hij speelde sterk in de voorbereidende Summer League waar hij All-Summer League Second team werd. Zijn NBA-debuut maakte hij tegen de Cleveland Cavaliers en maakte meteen een double-double met 14 punten en 10 rebounds. In december werd hij verkozen tot Rookie of the month. De Celtics haalde dat seizoen de play-offs en wonnen van de Milwaukee Bucks in de eerste ronde. In de tweede ronde namen ze het op tegen de Philadelphia 76ers, hij werd de jongste speler die in vier play-off wedstrijden op een rij meer dan 20 punten scoorde en deed daarmee 61 dagen beter dan Kobe Bryant. Boston ging in de derde ronde onderuit tegen de Cavaliers maar Tatum slaagde erin om tien play-offwedstrijden als rookie meer dan 20 punten te scoren en deed daarmee even goed als Kareem Abdul-Jabbar. Hij werd verkozen als NBA All-Rookie First Team. Hij speelde in zijn eerste seizoen 80 wedstrijden van de 82 in het reguliere seizoen en allen als starter. In de play-offs speelde hij 19 wedstrijden en ook allen als starter.
In zijn tweede seizoen bleef hij starter en speelde 79 wedstrijden in het reguliere seizoen. Boston verloor in de tweede ronde van de play-offs. Zijn gemiddelde aantal punten steeg van 13,9 een seizoen eerder naar 15,7 dit seizoen. In het seizoen 2019/20 werd Tatum voor het eerst verkozen als All-Star, nadat het seizoen verkort werd door de covid-crisis werd hij verkozen tot All-NBA Third Team. Boston slaagde erin de play-offs te bereiken, ze wonnen in de eerste en tweede ronde maar gingen in de derde ronde onderuit tegen de Miami Heat. Het seizoen erop tekende hij een vijfjarig contract ter waarde van 195 miljoen dollar. Hij haalde zijn tweede All-Star, in de playoffs verloren de Celtics in de eerste ronde van de Brooklyn Nets maar Tatum brak tal van records zowel in de NBA als voor zijn club. In het seizoen 2021/22 zette hij zijn goede resultaten door en behaalde zijn derde All-Star selectie. Met de ploeg slaagde hij erin de finale van de NBA play-offs te behalen waarin ze met 4-2 verliezen van de Golden State Warriors.

## Erelijst
- NBA-kampioen: 2024
- NBA All-Star: 2020, 2021, 2022
- All-NBA First Team: 2022, 2023, 2024
- All-NBA Third Team: 2020
- NBA All-Rookie First Team: 2018

## Statistieken

### Regulier seizoen
| Seizoen  | Team           | WG  | WS  | MPW  | 2P%  | 3P%  | FW%  | RPW | APW | SPW | BPW | PPW  |
| -------- | -------------- | --- | --- | ---- | ---- | ---- | ---- | --- | --- | --- | --- | ---- |
| 2017/18  | Boston Celtics | 80  | 80  | 30,5 | 47,5 | 43,4 | 82,6 | 5,0 | 1,6 | 1,0 | 0,7 | 13,9 |
| 2018/19  | Boston Celtics | 79  | 79  | 31,1 | 45,0 | 37,3 | 85,5 | 6,0 | 2,1 | 1,1 | 0,7 | 15,7 |
| 2019/20  | Boston Celtics | 66  | 66  | 34,3 | 45,0 | 40,3 | 81,2 | 7,0 | 3,0 | 1,4 | 0,9 | 23,4 |
| 2020/21  | Boston Celtics | 64  | 64  | 35,8 | 45,9 | 38,6 | 86,8 | 7,4 | 4,3 | 1,2 | 0,5 | 26,4 |
| 2021/22  | Boston Celtics | 76  | 76  | 35,9 | 45,3 | 35,3 | 85,3 | 8,0 | 4,4 | 1,0 | 0,6 | 26,9 |
| Carrière | Carrière       | 365 | 365 | 33,4 | 45,6 | 38,3 | 84,4 | 6,6 | 3,0 | 1,1 | 0,7 | 20,9 |
| All-Star | All-Star       | 3   | 2   | 17,0 | 47,1 | 17,6 | –    | 3,0 | 5,0 | 2,6 | 0,0 | 11,6 |

### Play-offs
| Seizoen  | Team           | WG | WS | MPW  | 2P%  | 3P%  | FW%  | RPW  | APW | SPW | BPW | PPW  |
| -------- | -------------- | -- | -- | ---- | ---- | ---- | ---- | ---- | --- | --- | --- | ---- |
| 2017/18  | Boston Celtics | 19 | 19 | 35,9 | 47,1 | 32,4 | 84,5 | 4,4  | 2,7 | 1,2 | 0,5 | 18,5 |
| 2018/19  | Boston Celtics | 9  | 9  | 32,8 | 43,8 | 32,3 | 74,4 | 6,7  | 1,9 | 1,1 | 0,8 | 15,2 |
| 2019/20  | Boston Celtics | 17 | 17 | 40,6 | 43,4 | 37,3 | 81,3 | 10,0 | 5,0 | 1,0 | 1,2 | 25,7 |
| 2020/21  | Boston Celtics | 5  | 5  | 37,0 | 42,3 | 38,9 | 91,8 | 5,8  | 4,6 | 1,2 | 1,6 | 30,6 |
| 2021/22  | Boston Celtics | 24 | 24 | 41,0 | 42,6 | 39,3 | 80,0 | 6,7  | 6,2 | 1,2 | 0,9 | 25,6 |
| Carrière | Carrière       | 74 | 74 | 38,3 | 43,8 | 37,2 | 82,0 | 6,8  | 4,4 | 1,1 | 0,9 | 22,9 |

0 Tatum · 
4 Holiday · 
7 Brown · 
8 Porziņģis · 
9 White · 
11 Pritchard · 
12 Brissett · 
13 Peterson · 
20 Davison · 
26 Tillman · 
27 Walsh · 
30 Hauser · 
40 Kornet · 
42 Horford · 
44 Springer · 
50 Mykhailiuk · 
88 Queta · 
Coach Mazzulla